# Shushicë (riu)
El Shushicë o Vlora és un riu del sud d'Albània i un afluent del Vjosë. Surt del comtat de Vlorë, prop del poble de Kuç, municipi d' Himarë . Flueix generalment al nord-oest per Brataj, Kotë i Shushicë i desemboca al Vjosë prop d ' Armen, al nord-est de Vlorë.
L'aprofitament agrícola de la vall fluvial és molt intensiu i comença a la capçalera. Al llarg del riu hi ha fins ara tres ponts que es troben al tram baix a Peshkëpi, Drashovicë i Kotë.
El desembre de 1940, durant la guerra greco-italiana de la Segona Guerra Mundial, les forces gregues que avançaven van penetrar per la vall de Shushicë fent retrocedir les unitats italianes en una operació reeixida que va provocar la caiguda d'Himara.
Durant el setembre i l'octubre de 1943, la zona va ser el camp de batalla de la batalla de Drashovica, part de la Resistència albanesa de la Segona Guerra Mundial, on els grups locals de resistència albanesa, el Moviment d'Alliberament Nacional d'Albània i el Front Nacional d'Albània, van cooperar i van guanyar contra l'exèrcit alemany.
A l'antiguitat el riu s'anomenava Polyanthos ( grec: Πολύανθος) i caonites (en grec: Χαονίτης).